# Pătrăuții de Sus, Storojineț
Pătrăuții de Sus (în ucraineană Верхні Петрівці, transliterat: Verhni Petrivți și în germană Ober Petroutz, în poloneză Piotrowce Górne) este un sat reședință de comună în raionul Storojineț din regiunea Cernăuți (Ucraina). Are 3,747 locuitori, preponderent români.
Satul este situat la o altitudine de 371 metri, în partea de centru sud a raionului Storojineț și foarte aproape de frontiera cu România.

## Istorie

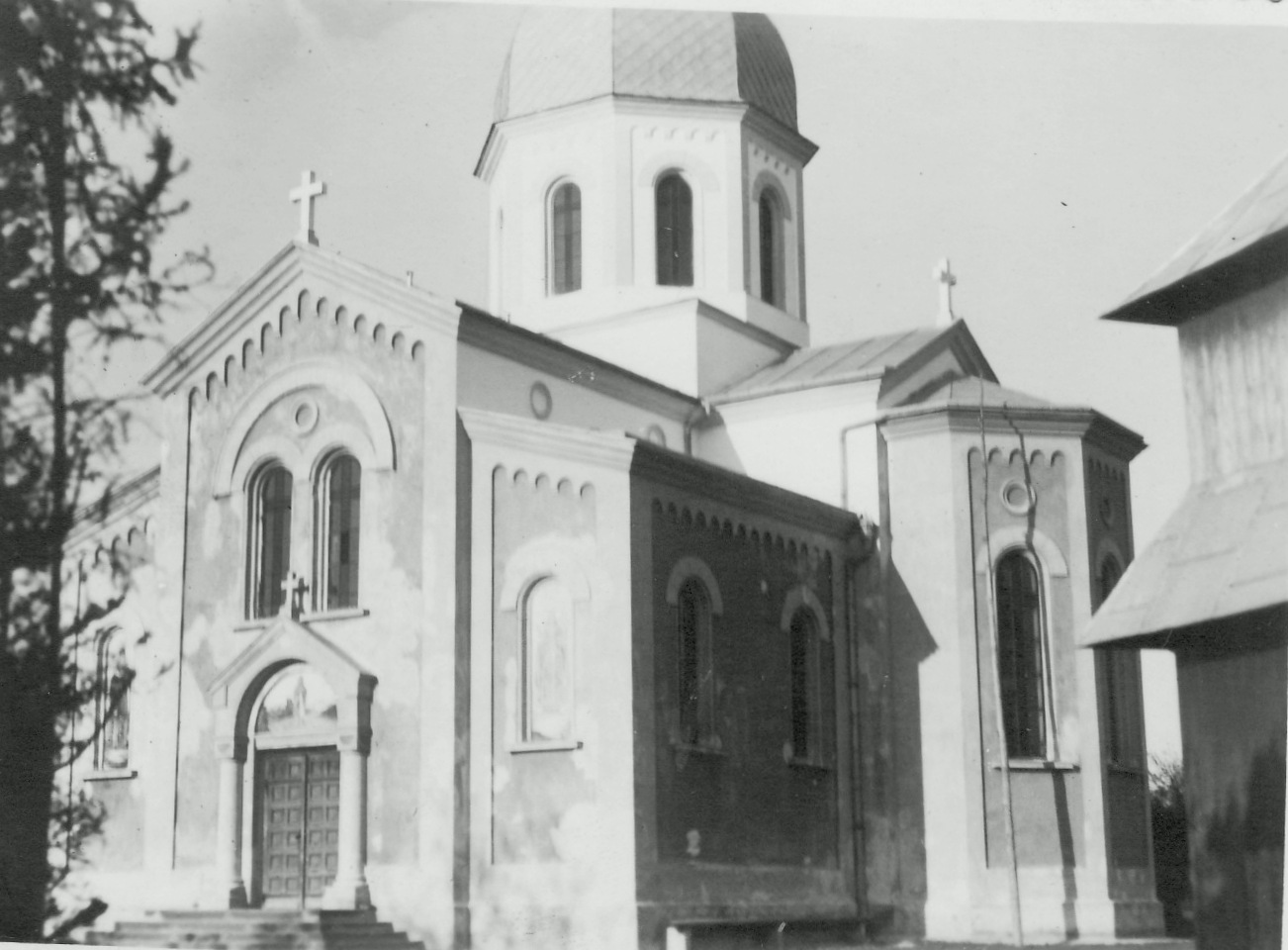
Biserica ortodoxă în 1936

Prima mențiune a localității Pătrăuții de Sus se află într-un document din anul 1610, perioadă când făcea parte din regiunea istorică Bucovina a Principatului Moldovei. Familia Turculeț este originară din acest sat, ea jucând un rol important în armata poloneză . 
În ianuarie 1775, ca urmare a atitudinii de neutralitate pe care a avut-o în timpul conflictului militar dintre Turcia și Rusia (1768-1774), Imperiul Habsburgic (Austria de astăzi) a primit o parte din teritoriul Moldovei, teritoriu cunoscut sub denumirea de Bucovina. După anexarea Bucovinei de către Imperiul Habsburgic în anul 1775, localitatea Pătrăuții de Sus a făcut parte din Ducatul Bucovinei, guvernat de către austrieci, făcând parte din districtul Storojineț (în germană Storozynetz). 
După Unirea Bucovinei cu România la 28 noiembrie 1918, satul Pătrăuții de Sus a făcut parte din componența României, în Plasa Flondoreni a județului Storojineț. Pe atunci, majoritatea populației era formată din români (aproape în totalitate). 
Ca urmare a Pactului Ribbentrop-Molotov (1939), Bucovina de Nord a fost anexată de către URSS la 28 iunie 1940. După ocuparea satului de către sovietici, mai mulți săteni au încercat să treacă în România. Ca urmare a zvonurilor lansate de NKVD că s-ar permite trecerea graniței în România, la 1 aprilie 1941, un grup mare de oameni din mai multe sate de pe valea Siretului (Pătrăuții de Sus, Pătrăuții de Jos, Cupca, Corcești, Suceveni), purtând în față un steag alb și însemne religioase (icoane, prapuri și cruci din cetină), a format o coloană pașnică de peste 3.000 de persoane și s-a îndreptat spre noua graniță sovieto-română. În poiana Varnița, la circa 3 km de granița română, grănicerii sovietici îi așteptau ascunși în pădure; au tras din plin cu mitraliere, încontinuu, secerându-i. Supraviețuitorii au fost urmăriți de cavaleriști și spintecați cu sabia. Supraviețuitorii au fost arestați de NKVD din Hliboca (Adâncata) și după torturi înfiorătoare, au fost duși în cimitirul evreiesc din acel orășel și aruncați de vii într-o groapă comună, peste care s-a turnat și s-a stins var. Conform listelor realizate mai târziu, din Pătrăuții de Sus au existat trei victime ale Masacrului de la Fântâna-Albă: Constantin Cuciureanu, Arcadie Ursulean și Gheorghe Moțoc . 
Bucovina de Nord a reintrat în componența României în perioada 1941-1944, fiind reocupată de către URSS în anul 1944 și integrată în componența RSS Ucrainene. Începând din anul 1991, localitatea face parte din cadrul Ucrainei independente. Conform recensământului din 1989, numărul locuitorilor care s-au declarat români plus moldoveni era de 3.036 (2.988+48), adică 89,95% din populația localității. În sat, mai locuiau 293 ucraineni, 38 poloni, 2 ruși și 6 de altă etnie . În prezent, satul are 3.747 locuitori, preponderent români.
După 1989, mai multe societăți și asociații culturale au deschis filiale în Pătrăuții de Sus: Societatea pentru Cultură Românească "Mihai Eminescu"; Alianța Creștin - Democrată a Românilor din Ucraina; Societatea Victimelor Represaliilor Staliniste "Golgota".
În anul 1990 a fost înființată Asociația Cultural-Sportivă "Dragoș Vodă" în satul Pătrăuții de Sus, fiind reînregistrată în anul 1992 și avându-l ca președinte pe Petru Posteucă . 
În localitate, funcționează două școli medii, dintre care una cu predare în limba română.

## Demografie
Componența lingvistică a comunei Pătrăuții de Sus
     Română (94,91%)
     Ucraineană (4,32%)
     Alte limbi (0,77%)
Conform recensământului din 2001, majoritatea populației comunei Pătrăuții de Sus era vorbitoare de română (94,91%), existând în minoritate și vorbitori de ucraineană (4,32%).
1989: 3.375 (recensământ)
2001: 3.747 (recensământ)

## Recensământul din 1930
Componența etnică a comunei Pătrăuții de Sus (județul Storojineț)
     Români (77,22%)
     Evrei (4,75%)
     Ruteni (2,41%)
     Germani (8,77%)
     Polonezi (3,87%)
     Ruși (2,23%)
     Altă etnie (0,75%)
Componența confesională a comunei Pătrăuții de Sus
     Ortodocși (80,47%)
     Romano-catolici (12,35%)
     Mozaici (5,04%)
     Greco-catolici (1,68%)
     Altă religie (0,46%)
Conform recensământului efectuat în 1930 , populația comunei Pătrăuții de Sus se ridica la 2.735 locuitori. Majoritatea locuitorilor erau români (77,22%), cu o minoritate de evrei (4,75%), una de ruteni (2,41%), una de polonezi (3,87%), una de ruși (2,23%) și una de germani (8,77%). Alte persoane s-au declarat: cehi/slovaci (5 persoane) și maghiari (5 persoane). Din punct de vedere confesional, majoritatea locuitorilor erau ortodocși (80,47%), dar existau și mozaici (5,04%), romano-catolici (12,35%) și greco-catolici (1,68%). Alte persoane s-au declarat: evanghelici/luterani (10 persoane), baptiști (1 persoană), iar 1 persoană nu a declarat religia.

## Personalități
- Simeon Reli (1882-1945) - profesor de teologie, istoric
- Ioan Vască (1892-1964) - preot, rector al Academiei Teologice din Cluj, vicar al Episcopiei Maramureșului

## Victime locale ale comunismului[8]
- Nica, Ion D. - deportat la 13 iunie 1941, mort în lagăr.
- Nica, Vasile I. - deportat la 13 iunie 1941, mort în lagăr.
- Nicolaevici, Gherasim I. - ridicat de N.K.V.D. și dus în lagăr, mort în timpul deportării.

## Lăcașe de cult
- Mănăstirea de călugărițe cu hramul "Sfintelor Femei Mironosițe" - înființată în 1998, în cătunul "Leorda" [9]
- Biserica "Sfânta Parascheva" [10]
- Biserica "Sfântul Nicolae" - a cărei construcție a fost începută în martie 2008 [11]